# Kuori
Kuori (spa. Cáscara) es el primer álbum de la banda finlandesa de metal industrial Ruoska. De este disco se desprende el sencillo Aurinko ei nouse, además de dos videoclips para las canciones «Kiroan» y «Epilogi». El disco fue lanzado el 25 de octubre de 2002 a través de Kråklund Records y fue producido por Tuomo Valtonen.

## Lista de canciones
| N.º | Título             | Traducción          | Duración |  |
| 1.  | «Kuori»            | Cáscara             | 2:51     |  |
| 2.  | «Koti»             | Hogar               | 3:52     |  |
| 3.  | «Kiroan»           | Maldigo             | 3:55     |  |
| 4.  | «Ruma rakkaus»     | Amor feo            | 4:26     |  |
| 5.  | «Perkeleet»        | Demonios            | 3:45     |  |
| 6.  | «Epilogi»          | Epílogo             | 3:41     |  |
| 7.  | «Propagandaa»      | Propaganda          | 4:39     |  |
| 8.  | «Aurinko ei nouse» | El sol no sale      | 4:04     |  |
| 9.  | «Armo»             | Piedad              | 3:29     |  |
| 10. | «Moraoikeus»       | La ley del cuchillo | 4:18     |  |
| 11. | «Suomi Lukuina»    | Finlandia en cifras | 3:07     |  |